# Шатемиров, Кадыр Шатемирович
Шатемиров Кадыр Шатемирович (24 апреля 1911 — 1995) — академик Национальной Академии Наук Кыргызской Республики, заслуженный деятель науки Киргизской ССР, доктор химических наук, профессор.

## Биография
Родился 24 апреля 1911 года в с. Ак-Кочкор Жети-Огузского района. Кадыр Шатемирович стоял у истоков химической науки Кыргызстана. Его трудовая деятельность началась с 1944 года. В 1953 году он организовал и возглавлял до 1988 года лабораторию коллоидной химии Института химии и химической технологии НАН КР. Научно-исследовательская деятельность Кадыра Шатемировича охватывала широкий круг проблем, связанных с физико-химией природных дисперсных систем и поверхностных явлений.
В 1947 году Кадыр Шатемирович успешно защитил кандидатскую, а в 1969 г. — докторскую диссертацию. В 1954 году был избран членом-корреспондентом, а в 1984 году — академиком АН Киргизской ССР. Первые работы К. Ш. Шатемирова посвящены разработке физико-химических основ пептизирующего действия кислот, щелочей и солей на коллоидные — илистые фракции карбонатных, карбонатно-глинистых грунтов и почв, новых методов определения в них группового состава коллоидов, обменного натрия и калия...

## Научная деятельность
Большое теоретическое и прикладное значение имеют фундаментальные работы Кадыра Шатемировича по выяснению причин и механизмов образования солевых выцветов на лёссово-глинистых керамических изделиях и разработке эффективных способов их обезвреживания непосредственно в процессе производства строительного кирпича путем выведения дешевых добавок — полевошпатового песка и шлаковых отходов. Предложенный метод изготовления кирпича, защищенный авторским свидетельством, успешно применяется на ряде предприятий республики с значительным экономическим эффектом.
К. Ш. Шатемиров внес большой вклад в развитие исследований процессов адсорбции, ионного обмена и структурообразования в дисперсиях. Под его руководством разработаны физико-химические основы управления свойствами глин, лёссовых пород и других дисперсных систем посредством модифицирования их природными и синтетическими полиэлектролитами и электролитами с целью получения материалов с заранее заданными свойствами. Эти разработки позволили зарекомендовать глинистое сырье республики в качестве промывочных растворов для бурения скважин, отбеливающих сорбентов при очистке масел, минеральных пигментов в производстве разработанной в лаборатории и принятой к внедрению краски для маркировки животных и других лакокрасочных материалов.
Много внимания Кадыр Шатемиров уделял проблемам исследования и разработки экологически чистых способов улучшения физико-химических и структурных свойств почв, утилизации промышленных отходов (зола ТЭЦ, осадки столичных вод и др.)
Народнохозяйственные значение имеют работы и рекомендации по исследованию золы ТЭЦ и полимерного препарата К-4 в производстве стеновых материалов и асбестоцементных изделий. Под руководством Кадыра Шатемировича велись исследования по очистке сточных вод предприятий легкой и пищевой промышленности.

## Научные достижения и заслуги
К. Ш. Шатемировым опубликовано более 250 научных работ, в том числе 5 монографий, подготовлено 10 кандидатов наук. Результаты его научных исследований отмечены дипломами Международной выставки «Химия −77», республиканской выставки и Министерства энергетики СССР.
На протяжении многих лет К. Ш. Шатемиров исследовательскую работу сочетал с педагогической на кафедре физической и коллоидной химии Кыргызского государственного университета. Им составлено учебно-методическое пособие по дисперсным системам и словарь химических терминов на кыргызском языке, сделаны переводы учебников и пособий по химии для кыргызских школ. Кадыр Шатемирович активно участвовал в составлении Кыргызской Советской энциклопедии, являлся членом Всесоюзного Научного Совета по коллоидной химии и физико-химической механике, а также членом ряда Ученых Советов по защите диссертаций. Кадыр Шатемирович являлся активным членом общества «Знание», проводил большую работу по пропаганде химической науки, популяризации её достижений.
За заслуги в научной и педагогической работе К. Ш. Шатемирову присвоено звание «Заслуженный деятель науки Киргизской ССР». Награждён медалями «За доблестный труд в Великой Отечественной войне 1941—1945 гг.», «За трудовую доблесть», «За доблестный труд, в ознаменование 100-летия со дня рождения В. И. Ленина», «За трудовое отличие», Почётными грамотами Верховного Совета Киргизской ССР, орденом «Знак Почёта», медалью «Данк».